# Alien Invasion (film)
Alien Invasion è un film del 2023 diretto da Fred Searle.

## Trama
Per festeggiare il compleanno di una di loro, un gruppo di amici si introduce furtivamente nella dimora di uno scienziato. All'interno della casa, i ragazzi trovano un uovo alieno proveniente dal pianeta Lacerta, situato a 102 anni luce dalla Terra, e inavvertitamente ne provocano la schiusa. La creatura aliena nata dall'uovo inizierà a seminare morte e terrore tra di loro.